# Ormosia arnaudi
Ormosia arnaudi är en tvåvingeart som beskrevs av Alexander 1966. Ormosia arnaudi ingår i släktet Ormosia och familjen småharkrankar. Inga underarter finns listade i Catalogue of Life.